# Каппони, Лодовико (старший)
Лодови́ко Каппо́ни-ста́рший (итал. Lodovico Capponi seniore; 1482, Флоренция, Флорентийская республика — 1534, Флоренция, Флорентийское герцогство) — итальянский банкир, меценат, политик и дворянин, представитель семейства Каппони.

## Биография

### Семья
Происходил из семьи Каппони, флорентийских патрициев, разбогатевших на производстве и торговле дорогими тканями из шерсти и шёлка. Накопив капитал, Каппони основали банковский дом с филиалами во Французском королевстве и городах Миланского герцогства и Папского государства. Во времена Флорентийской республики десять представителей семьи занимали пост гонфалоньера справедливости.
Лодовико родился во Флоренции в 1482 году в семье Джино Каппони и Адрианы, урождённой Джанфильяцци. Выгодно женился на Мариетте, дочери своего банковского партнёра Джован Франческо Мартелли. Овдовев, сочетался браком с Катериной, дочерью Джироламо Ридольфи. От обоих браков он имел семерых детей: четырёх дочерей и троих сыновей — Джино, Джироламо и Лодовико-младшего.

### Карьера и меценатство
Карьеру начал в качестве партнёра в банке дома Мартелли в Риме. В Вечном городе был одним из донаторов, поддержавших основание и строительство церкви Святого Иоанна флорентийцев. Тесно общался с ведущими живописцами своего времени, работавшими при папском дворе во время понтификатов Юлия II и Льва X, среди которых был Рафаэль Санти.
После смерти римского папы Льва X, в 1522 году вернулся во Флоренцию, где сначала выступил против правления дома Медичи, но затем поддержал его. В 1525 году приобрёл у Бернардо Паганелли капеллу Барбадори в церкви Святой Фелициты, ныне капелла Каппони, которую собирался использовать в качестве семейной усыпальницы.
По заказу Каппони-старшего художник Понтормо расписал потолок и стены часовни. К созданным им для капеллы полотнам принадлежит известный алтарный образ «Снятие с креста». Работы длились с 1525 по 1528 год. Понтромо полностью закончил алтарь, написал фреску «Благовещение» и четыре тондо с изображением евангелистов. Созданная им фреска «Страшный суд» была уничтожена в XVIII веке, когда разрушили стену, чтобы церковь было видно при прохождении по коридору Вазари. В работе над декорированием часовни Понтромо помогал молодой Аньоло Бронзино. Витражи для капеллы были созданы Гийомом де Марсейе.
Недалеко от церкви, на улице Барди, расположен дворец Каппони, в котором находится картина «Мадонна с младенцем» кисти того же Понтормо. Недавние исследования идентифицировали это полотно, как бывший антепендиум в капелле Каппони, позднее перенесённый в дворцовую часовню. Помимо Понтромо и Аньоло Бронзино, Каппони-старший покровительствовал живописцам Джанфранческо Пенни и Фра Бартоломео. Умер во Флоренции в 1534 году и с почестями был похоронен в капелле Каппони.